# American Basketball League 1997-1998
La stagione ABL 1997-98 fu la seconda della American Basketball League. Vi parteciparono 9 squadre suddivise in due gironi.
Rispetto alla stagione precedente si aggiunsero le Long Beach Stingrays, mentre le Richmond Rage si trasferirono a Filadelfia rinominandosi Philadelphia Rage.

## Squadre partecipanti
- Atlanta Glory
- Colorado Xplosion
- Columbus Quest
- L. Beach Stingrays
- N.E. Blizzard
- Philadelphia Rage
- Portland Power
- San Jose Lasers
- Seattle Reign

## Classifiche

### Eastern Conference
| Squadra              | V  | P  | %    | GB |
| -------------------- | -- | -- | ---- | -- |
| Columbus Quest C     | 36 | 8  | 81,8 | -  |
| New England Blizzard | 24 | 20 | 54,5 | 13 |
| Atlanta Glory        | 15 | 29 | 34,0 | 21 |
| Philadelphia Rage    | 13 | 31 | 29,5 | 23 |

### Western Conference
| Squadra              | V  | P  | %    | GB |
| -------------------- | -- | -- | ---- | -- |
| Portland Power       | 27 | 17 | 61,3 | -  |
| Long Beach Stingrays | 26 | 18 | 59,1 | 1  |
| San Jose Lasers      | 21 | 23 | 47,7 | 6  |
| Colorado Xplosion    | 21 | 23 | 47,7 | 6  |
| Seattle Reign        | 15 | 29 | 34,0 | 12 |

## Play-off

### Primo turno
| 20 febbraio 1998 | San Jose Lasers | 80 – 78 | New England Blizzard |  |

| 22 febbraio 1998 | San Jose Lasers | 83 – 71 | New England Blizzard |  |

| 23 febbraio 1998 | Long Beach Stingrays | 96 – 72 | Colorado Xplosion |  |

| 21 febbraio 1998 | Colorado Xplosion | 88 – 68 | Long Beach Stingrays |  |

| 22 febbraio 1998 | Long Beach Stingrays | 92 – 61 | Colorado Xplosion |  |

### Semifinali
| 28 febbraio 1998 | Columbus Quest | 94 – 88 | San Jose Lasers |  |

| 1º marzo 1998 | Columbus Quest | 74 – 62 | San Jose Lasers |  |

| 27 febbraio 1998 | Long Beach Stingrays | 72 – 62 | Portland Power |  |

| 1º marzo 1998 | Long Beach Stingrays | 70 – 69 | Portland Power |  |

### Finale
| 8 marzo 1998 | Long Beach Stingrays | 65 – 62 | Columbus Quest |  |

| 9 marzo 1998 | Long Beach Stingrays | 71 – 61 | Columbus Quest |  |

| 11 marzo 1998 | Columbus Quest | 70 – 61 | Long Beach Stingrays |  |

| 13 marzo 1998 | Columbus Quest | 68 – 53 | Long Beach Stingrays |  |

| 15 marzo 1998 | Columbus Quest | 86 – 81 | Long Beach Stingrays |  |

### Tabellone
|  | Primo turno | Primo turno | Primo turno |            |          | Semifinali | Semifinali | Semifinali |  |  | Finale | Finale | Finale |  |
|  |             |             |             |            |          |            |            |            |  |  |        |        |        |  |
|  |             |             |             |            |          | 1          | Columbus   | 2          |  |  |        |        |        |  |
|  |             |             |             |            |          | 1          | Columbus   | 2          |  |  |        |        |        |  |
|  |             |             | 5           | San Jose   | 0        |            |            |            |  |  |        |        |        |  |
|  | 5           | San Jose    | 5           | San Jose   | 0        | 2          |            |            |  |  |        |        |        |  |
|  | 5           | San Jose    |             |            |          |            |            |            |  |  |        |        |        |  |
|  | 4           | New England | 0           |            |          |            |            |            |  |  |        |        |        |  |
|  | 4           | New England | 0           |            | Columbus | Columbus   | 3          |            |  |  |        |        |        |  |
|  |             |             |             |            |          |            |            |            |  |  |        |        |        |  |
|  |             |             | Long Beach  | Long Beach | 2        |            |            |            |  |  |        |        |        |  |
|  | 3           | Long Beach  | Long Beach  | Long Beach | 2        | 2          |            |            |  |  |        |        |        |  |
|  | 3           | Long Beach  |             |            |          |            |            |            |  |  |        |        |        |  |
|  | 6           | Colorado    | 1           |            |          |            |            |            |  |  |        |        |        |  |
|  | 6           | Colorado    | 1           |            | 3        | Long Beach | 2          |            |  |  |        |        |        |  |
|  |             |             |             |            | 3        | Long Beach | 2          |            |  |  |        |        |        |  |
|  |             |             | 2           | Portland   | 0        |            |            |            |  |  |        |        |        |  |

## Vincitore
| Campione ABL 1998          |
| -------------------------- |
| Columbus Quest (2º titolo) |

## Statistiche
| Categoria             | Giocatore        | Squadra              | Stat |
| --------------------- | ---------------- | -------------------- | ---- |
| Punti per gara        | Natalie Williams | Portland Power       | 21,9 |
| Rimbalzi per gara     | Natalie Williams | Portland Power       | 11,5 |
| Assist per gara       | Teresa Edwards   | Atlanta Glory        | 6,6  |
| Palle rubate per gara | Yolanda Griffith | Long Beach Stingrays | 3,2  |
| Stoppate per gara     | Kara Wolters     | New England Blizzard | 1,5  |

## Premi ABL
- ABL Most Valuable Player: Natalie Williams, Portland Power
- ABL Coach of the Year: Lin Dunn, Portland Power
- ABL Defensive Player of the Year: Yolanda Griffith, Long Beach Stingrays
- ABL Rookie of the Year: Shalonda Enis, Seattle Reign
- ABL Finals Most Valuable Player: Valerie Still, Columbus Quest
- All-ABL First Team
  - Teresa Edwards, Atlanta Glory
  - Yolanda Griffith, Long Beach Stingrays
  - Carolyn Jones, New England Blizzard
  - Katie Smith, Columbus Quest
  - Natalie Williams, Portland Power
- All-ABL Second Team
  - Jennifer Azzi, San Jose Lasers
  - Shalonda Enis, Seattle Reign
  - Adrienne Goodson, Philadelphia Rage
  - Dawn Staley, Philadelphia Rage
  - Valerie Still, Columbus Quest